# Tityus trinitatus
Tityus trinitatus är en skorpionart som beskrevs av Pocock 1897. Tityus trinitatus ingår som enda art i släktet Tityus och familjen Buthidae. Inga underarter finns listade i Catalogue of Life.